# Lista odcinków serialu anime Monster

Logo serii

Artykuł zawiera listę wszystkich wyemitowanych odcinków telewizyjnego serialu anime Monster, wyprodukowanego na podstawie mangi autorstwa Naokiego Urasawy. 74-odcinkowy serial został opracowany przez studio Madhouse i był emitowany na antenie Nippon TV od 7 kwietnia 2004 do 28 września 2005.
W Polsce seria została udostępniona na platformie Netflix 1 stycznia 2023.

## Lista odcinków
| №  | Tytuł                                                                             | Reżyseria                        | Scenariusz        | Premiera             |
| -- | --------------------------------------------------------------------------------- | -------------------------------- | ----------------- | -------------------- |
| 1  | Herr Doktor Tenma Heru dokutā Tenma (ヘルDr. テンマ)                              | Masayuki Kojima                  | Tatsuhiko Urahata | 7 kwietnia 2004      |
| 2  | Upadek Tenraku (転落)                                                             | Ryōsuke Nakamura                 | Tatsuhiko Urahata | 14 kwietnia 2004     |
| 3  | Dochodzenie Satsujin jiken (殺人事件)                                             | Tōru Takahashi                   | Tatsuhiko Urahata | 21 kwietnia 2004     |
| 4  | Noc egzekucji Shokei no yoru (処刑の夜)                                           | Yukiyo Teramoto                  | Tatsuhiko Urahata | 28 kwietnia 2004     |
| 5  | Dziewczyna z Heidelbergu Haideruberuku no shōjo (ハイデルベルクの少女)            | Tomoki Kobayashi                 | Tatsuhiko Urahata | 5 maja 2004          |
| 6  | Raport o zniknięciu Shissō kiji (失踪記事)                                        | Kenji Nagasaki                   | Tatsuhiko Urahata | 12 maja 2004         |
| 7  | Dwór tragedii Sangeki no kan (惨劇の館)                                           | Akane Inoue                      | Tatsuhiko Urahata | 19 maja 2004         |
| 8  | Ucieknier Owareru mi (追われる身)                                                 | Ryōsuke Nakamura                 | Tatsuhiko Urahata | 26 maja 2004         |
| 9  | Dziewczyna i weteran Rōhei to shōjo (老兵と少女)                                  | Shigetaka Ikeda                  | Tatsuhiko Urahata | 1 czerwca 2004       |
| 10 | Wymazana przeszłość Kesareta kako (消された過去)                                  | Yukiyo Teramoto                  | Tatsuhiko Urahata | 9 czerwca 2004       |
| 11 | Kinderheim 511 511 kindāhaimu (511キンダーハイム)                                 | Kentarō Nakamura                 | Tatsuhiko Urahata | 16 czerwca 2004      |
| 12 | Skromny eksperyment Sasayaka na jikken (ささやかな実験)                           | Hiroshi Aoyama                   | Tatsuhiko Urahata | 23 czerwca 2004      |
| 13 | Petra i Shumann Petora to Shūman (ペトラとシューマン)                             | Akane Inoue                      | Kazuyuki Fudeyasu | 30 czerwca 2004      |
| 14 | Porzucona Nokosareta otoko · nokosareta onna (残された男・残された女)             | Kenji Nagasaki                   | Kurasumi Sunayama | 7 lipca 2004         |
| 15 | Bądź moim bejbi Bī mai beibī (ビー·マイ·ベイビー)                                 | Tetsuya Watanabe                 | Masatoshi Hakata  | 14 lipca 2004        |
| 16 | Wyznanie Wolfa Vorufu no kokuhaku (ヴォルフの告白)                                | Yukihiro Miyamoto                | Kazuo Watanabe    | 21 lipca 2004        |
| 17 | Pojednanie Saikai (再会)                                                          | Tomoki Kobayashi                 | Ryū Nakamura      | 28 lipca 2004        |
| 18 | Piąta łyżeczka cukru Gohaime no satō (五杯目の砂糖)                               | Shigetaka Ikeda                  | Tatsuhiko Urahata | 4 sierpnia 2004      |
| 19 | Otchłań potwora Kaibutsu no shin’en (怪物の深淵)                                  | Hiroshi Aoyama                   | Tomomi Yoshino    | 11 sierpnia 2004     |
| 20 | Podróż do Freiham Furaihamu e no tabi (フライハムへの旅)                          | Kentarō Nakamura                 | Tatsuhiko Urahata | 18 sierpnia 2004     |
| 21 | Wspaniałe wakacje Shiawase na kyūjitsu (幸せな休日)                               | Tōru Takahashi                   | Masahiro Hayashi  | 25 sierpnia 2004     |
| 22 | Pułapka Lungego Runge no wana (ルンゲの罠)                                        | Yukihiro Miyamoto                | Kazuyuki Fudeyasu | 1 września 2004      |
| 23 | Wyznanie Evy Eva no kokuhaku (エヴァの告白)                                       | Yūzō Satō                        | Ryū Nakamura      | 8 września 2004      |
| 24 | Stół jadalny mężczyzn Otoko-tachi no shokutaku (男達の食卓)                       | Shigetaka Ikeda                  | Masatoshi Hakata  | 15 września 2004     |
| 25 | Czwartkowy chłopak Mokuyōbi no seinen (木曜日の青年)                              | Kentarō Nakamura                 | Masahiro Hayashi  | 29 września 2004     |
| 26 | Sekretny las Himitsu no mori (秘密の森)                                           | Nanako Shimazaki                 | Namiko Abe        | 6 października 2004  |
| 27 | Dowody Shōko no shina (証拠の品)                                                  | Kenji Nagasaki                   | Yūki Saitō        | 13 października 2004 |
| 28 | Tylko jedna sprawa Tada hitotsu no jiken (ただ一つの事件)                         | Yukihiro Miyamoto                | Ryōsuke Nakamura  | 20 października 2004 |
| 29 | Egzekucja Shokei (処刑)                                                           | Ryōsuke Nakamura                 | Ryōsuke Nakamura  | 27 października 2004 |
| 30 | Nieunikniona decyzja Aru ketsui (ある決意)                                        | Tōru Takahashi                   | Ryū Nakamura      | 3 listopada 2004     |
| 31 | W biały dzień Hakujitsu no moto e (白日の下へ)                                    | Tomoki Kobayashi                 | Masatoshi Hakata  | 10 listopada 2004    |
| 32 | Sanktuarium Sei’iki (聖域)                                                        | Kentarō Nakamura                 | Yūki Saitō        | 17 listopada 2004    |
| 33 | Scenka z dzieckiem Kodomo no jōkei (子供の情景)                                   | Shigetaka Ikeda                  | Masahiro Hayashi  | 1 grudnia 2004       |
| 34 | Na skraju mroku Yami no hate (闇の果て)                                           | Yukihiro Miyamoto                | Tatsuhiko Urahata | 8 grudnia 2004       |
| 35 | Bezimienny bohater Nanashi no hīrō (名なしのヒーロー)                             | Minami Akitsu                    | Tatsuhiko Urahata | 15 grudnia 2004      |
| 36 | Potwór chaosu Konton no kaibutsu (混沌の怪物)                                     | Kōjirō Tsuruoka                  | Kazuyuki Fudeyasu | 22 grudnia 2004      |
| 37 | Bezimienny potwór Namae no nai kaibutsu (なまえのないかいぶつ)                    | Atsushi Takahashi                | Ryōsuke Nakamura  | 12 stycznia 2005     |
| 38 | Demon w naszych oczach Waga me no akuma (我が目の悪魔)                            | Kentarō Nakamura                 | Ryōsuke Nakamura  | 19 stycznia 2005     |
| 39 | Piekło w jego oczach Me no naka no jigoku (目の中の地獄)                          | Kenji Nagasaki                   | Kazuyuki Fudeyasu | 26 stycznia 2005     |
| 40 | Grimmer Gurimā (グリマー)                                                         | Yukihiro Miyamoto                | Tatsuhiko Urahata | 2 lutego 2005        |
| 41 | Duch 511 511 no bōrei (511の亡霊)                                                 | Tomoki Kobayashi                 | Masahiro Hayashi  | 9 lutego 2005        |
| 42 | Przygody niesamowitego Steinera Chōjin shutainā no bōken (超人シュタイナーの冒険) | Tomohiko Itō                     | Masatoshi Hakata  | 16 lutego 2005       |
| 43 | Detektyw Suk Sūku keiji (スーク刑事)                                              | Kanji Wakabayashi                | Ryū Nakamura      | 23 lutego 2005       |
| 44 | Dwa mroki Futatsu no yami (二つの闇)                                              | Atsushi Takahashi                | Yūki Saitō        | 2 marca 2005         |
| 45 | Powidoki potwora Kaibutsu no zanzō (怪物の残像)                                   | Kenji Nagasaki                   | Kazuyuki Fudeyasu | 9 marca 2005         |
| 46 | Punkt kontaktowy Setten (接点)                                                    | Shigetaka Ikeda                  | Kazuyuki Fudeyasu | 16 marca 2005        |
| 47 | Drzwi do koszmaru Akumu no tobira (悪夢の扉)                                      | Kentarō Nakamura                 | Kazuyuki Fudeyasu | 23 marca 2005        |
| 48 | Najbardziej przerażająca rzecz Ichiban kowaimono (一番怖いもの)                   | Yukihiro Miyamoto                | Shingō Nishikawa  | 30 marca 2005        |
| 49 | Najokrutniejsza rzecz Ichiban zankoku na koto (一番残酷なこと)                    | Tōru Takahashi                   | Kazuyuki Fudeyasu | 6 kwietnia 2005      |
| 50 | Willa róż Bara no yashiki (バラの屋敷)                                            | Kanji Wakabayashi                | Masahiro Hayashi  | 13 kwietnia 2005     |
| 51 | List miłosny potwora Kaibutsu no rabu retā (怪物のラブレター)                     | Kōjirō Tsuruoka                  | Ryū Nakamura      | 20 kwietnia 2005     |
| 52 | Adwokat Bengoshi (弁護士)                                                         | Shigetaka Ikeda                  | Masatoshi Hakata  | 27 kwietnia 2005     |
| 53 | Determinacja Ketsui (決意)                                                        | Nanako Shimazaki                 | Kazuyuki Fudeyasu | 4 maja 2005          |
| 54 | Ucieczka Dassō (脱走)                                                             | Yukihiro Miyamoto                | Kazuyuki Fudeyasu | 11 maja 2005         |
| 55 | Pokój 402 402 gōshitsu (402号室)                                                  | Tomohiko Itō                     | Tatsuhiko Urahata | 18 maja 2005         |
| 56 | Podróż bez końca Owaranai tabi (終わらない旅)                                     | Atsushi Takahashi                | Shingō Nishikawa  | 25 maja 2005         |
| 57 | Tamta noc Ano hi no yoru (あの日の夜)                                             | Kenji Nagasaki                   | Yūki Saitō        | 1 czerwca 2005       |
| 58 | Niechciana robota Iya na shigoto (いやな仕事)                                     | Ryōsuke Nakamura                 | Kazuyuki Fudeyasu | 8 czerwca 2005       |
| 59 | Człowiek, który zobaczył diabła Akuma wo mita otoko (悪魔を見た男)                | Shigetaka Ikeda                  | Kazuyuki Fudeyasu | 15 czerwca 2005      |
| 60 | Człowiek, który wiedział za dużo Shirisugita otoko (知りすぎた男)                 | Yukihiro Miyamoto                | Kazuyuki Fudeyasu | 22 czerwca 2005      |
| 61 | Drzwi do wspomnień Kioku no tobira (記憶の扉)                                     | Kentarō Nakamura                 | Ryū Nakamura      | 29 czerwca 2005      |
| 62 | Radosny stół jadalny Tanoshii shokutaku (楽しい食卓)                              | Nanako Shimazaki                 | Shingō Nishikawa  | 6 lipca 2005         |
| 63 | Niepowiązane morderstwo Mukankei na satsujin (無関係な殺人)                       | Kanji Wakabayashi                | Masatoshi Hakata  | 13 lipca 2005        |
| 64 | Depresja Bejbiego Akanbō no yūutsu (赤ん坊の憂鬱)                                 | Tōru Takahashi                   | Yūki Saitō        | 20 lipca 2005        |
| 65 | Śladami Johana Yohan no Ashiato (ヨハンの足跡)                                    | Kōjirō Tsuruoka                  | Masahiro Hayashi  | 27 lipca 2005        |
| 66 | Witam ponownie Okaeri (おかえり)                                                  | Atsushi Takahashi                | Masahiro Hayashi  | 3 sierpnia 2005      |
| 67 | Znów w domu Tadaima (ただいま)                                                    | Shigetaka Ikeda                  | Masahiro Hayashi  | 10 sierpnia 2005     |
| 68 | Ruhenheim Rūenhaimu (ルーエンハイム)                                              | Yukihiro Miyamoto                | Kazuyuki Fudeyasu | 17 sierpnia 2005     |
| 69 | Spokojny dom Yasuragi no ie (安らぎの家)                                          | Kentarō Nakamura                 | Kazuyuki Fudeyasu | 24 sierpnia 2005     |
| 70 | Miasto rzezi Satsuriku no machi (殺戮の町)                                        | Kanji Wakabayashi                | Masatoshi Hakata  | 31 sierpnia 2005     |
| 71 | Furia niesamowitego Steinera Chōjin shutainā no ikari (超人シュタイナーの怒り)    | Ryōsuke Nakamura                 | Masahiro Hayashi  | 7 września 2005      |
| 72 | Człowiek bez imienia Namae no nai otoko (名前のない男)                            | Tōru Takahashi                   | Kazuyuki Fudeyasu | 14 września 2005     |
| 73 | Krajobraz końca Owari no fūkei (終わりの風景)                                     | Masayuki Kojima, Kōjirō Tsuruoka | Kazuyuki Fudeyasu | 21 września 2005     |
| 74 | Prawdziwy potwór Hontō no kaibutsu (本当の怪物)                                   | Kazuhisa Ōno                     | Tatsuhiko Urahata | 28 września 2005     |